# Vernon (Nevada)
Vernon foi uma pequena cidade mineira no condado de Pershing, estado do Nevada, nos Estados Unidos. Na atualidade, Vernon é uma cidade fantasma a noroeste de Lovelock.

## História
A cidade foi fundada em 1905 para servir com base para as minas nas proximidades do distrito mineiro de Seven Troughs. As minas mantiveram-se ativas durante 3-4 anos, mas em 1910 o minério estavam a esgotar-se e as minas começaram a reduzir as operações e até encerraram por completo. Devido a esse fa(c)to a população começou a reduzir-se (baixando o número de habitantes, dos 300 em 1907 para um número muito reduzido e em 1918 só muito poucos se mentinham em Vernon e claro a estação de correios encerrou devido a escassez de habitantes. Nessa época, muitos dos edifícios em madeira foram movidos para   Tunnel, onde a atividade mineira estava a aumentar. Foi o princípio do fim da vila de Vernon e os últimos habitantes deixaram a vila por ausência de fontes de rendimento.